# تحليل بالأوزون
التحليل بالأوزون وهو تفاعل عضوي يحصل عندما تنكسر الروابط غير المشبعة في كل من الألكينات والألكاينات والمركبات الآزوية عند إضافة الأوزون لها. وتتشكل المركبات العضوية من الألكينات والألكاينات بحيث تستبدل الرابطة المتعددة بين ذرتي الكربون بمجموعة الكربونيل. بينما في المركبات الآزوية تتشكل الأمينات النتروزية. تعتمد نواتج التفاعل على نوع الرابطة المتعددة التي تتأكسد والظروف التي تم بها تسلسل خطوات التفاعل. 

## تحليل الألكينات بالأوزون
تتأكسد الألكينات بتفاعلها مع الأوزون لتعطي كل من الكحولات والألديهايدات أو الكيتونات أو الحموض الكربوكسيلية. في تجربة نموذجية؛ تدفق الأوزون خلال محلول من الألكين والميثانول على درجة حرارة −°78 سيلسيوسية حتى يكتسب المحلول لون أزرق مميز؛ العائد لوجود الأوزون غير المتفاعل. هذا يشير إلى استهلاك كامل للألكين. كبديل؛ مواد كيميائية أخرى متنوعة يمكن استخدامها ككواشف لنقطة الانتهاء هذه بواسطة اكتشاف وجود الأوزون. إذا عُمِلَ التحليل بالأوزون بواسطة تدفق تيار أكسجين غني بالأوزون خلال خليط التفاعل، يمكن توجيه الغاز المتدفق خلال محلول من يوديد البوتاسيوم. عندما يتوقف المحلول عن امتصاص الأوزون، يؤكسد الأوزون في الفقاعات اليوديد إلى يود؛ حيث تسهل ملاحظته بواسطة لونه البنفسجي. لتحكم أقرب بالتفاعل نفسه يمكن إضافة كاشف كسودان أحمرIII لخليط التفاعل. يتفاعل الأوزون مع هذا الكاشف أبطئ من تفاعله مع هدف التحليل بالأوزون المقصود. يحدث التحليل بالأوزون للكاشف الذي يسبب تغير ملحوظ باللون، فقط عند استهلاك الهدف المطلوب. إذا احتوت المادة على ألكينين يتفاعلان مع الأوزون بنسب مختلفة، حيث يتفاعل أحدهما مع الأوزون الغير متفاعل بالمحلول (مشاهدة لونه الأزرق) أو يعمل الكاشف داخل الفقاعات (عند تحري الأيودايد) فقط عندما تتفاعل كامل الأليكينات. 
بعد اكتمال عملية الإضافة يتم إضافة كاشف ليحول وسيط الأوزونيد إلى مشتقة كاربونل. استخدام العوامل المختزلة لتنشيط التفاعل سائد أكثر من استخدام العوامل المؤكسدة. الاستخدام لكل من ثلاثي فينيل الفوسفين، وثيويوريا، وغبار الزنك أو ثنائي ميثيل الكبريتيد ينتج ألديهايدات أو كيتونات بينما الاستخدام لبوروهايدرايد الصوديوم ينتج حكول. الاستخدام لبيروكسيد الهيدروجين ينتج حموض كربوكسيلية. أخيراً، رصد أن الاستخدام لأمين أكسيدات الN ينتج الألديهايدات بشكل مباشر. مجموعات وظيفية أخرى كإيثرات البنزيل يمكن أكسدتها بواسطة الأوزون. تم افتراض أنه كميات ضئيبة من الحمض قد تنتج خلال تفاعلات الأكسدة للمذيب، لذا تم استخدام البيريداين في بعض الأحيان كمنظم للأس الهيدروجيني لتفاعل. غالباً ما استخدم ثنائي كلور والميثين بنسبة 1:1 كمذيب مساعد لتسهيل عملية كسر الأوزونيد. في المجال الصناعي يتم إنتاج حمض الأزيلييك والحموض البلارجونية من عملية تحليل الأوزون لحمض الزيتيك. 
كمثال عملية تحليل الأوزون ليوجينول وذلك بتحويل الألكين الطرفي إلى ألديهايد:
من خلال الحذر بتنظيم عوامل وبدء التفاعل، النواتج غير المتماثلة يمكن توليدها من الأليكينات المتماثلة:
- استخدام TsOH، وكربونات الصوديوم، وثنائي ميثيل الكبريتيد يعطي ألديهايد وثنائي ميثيل الأسيتال.
- استخدام أنهايدرايد الأسيتيك، وثلاثي إيثيل الأمين يعطي ميثيل إستر وألديهايد.
- استخدام TsOH، وAc2O، وEt3N، يعطي ميثيل إستر وثنائي ميثيل الأسيتال.

### آلية التفاعل

Carbonyl oxide (Criegee zwitterion)

Iبشكل عام الآلين المقبولة تم افتراضها بواسطة رودولف كرييغي عام 1953، حيث شكل كل من الألكين والأوزون وسيط المول أوزونيد خلال عملية إضافة حلقية 1,3- ثنائية القطب. ثم عاد المول أوزونيد لما يمثاله من الحمض الكربوكسيلي (ويمكن تسميته أيضاً بوسيط كرييغي أو كريغييي تسفيترأيون) و ألديهايد أو الكيتون خلال عملية إضافة حلقية عكسية 1,3- ثنائية القطب. الأكسيد والألديهايد أو الكيتون يتفاعلن من جيدي خلال عملية إضافة حلقية 1,3- ثتائية القطب أو ينتج وسيط أوزونيد مستقر بشكل نسبي. 
وجد دليل على هذه الآلية بعملية توسيم النظائر. عندما تفاعل بنزيل ألديهايد موسم الO مع حموض كربوكسيلية، انتهى الوسم بالتحديد عند كسر الإيثر بالأوزونيد. وبقي أمر سقوط المول أوزونيد بعملية جذرية أو جماعية متنازع عليه، وهذا قد يبين اعتماد على الركيزة. 

### تاريخ
تم اختارع عملية التحليل بالأوزون بواسطة كريستيان فريدريتش شونبين عام 1840. كانت طريقة مهمة لتحديد أشكال الجزيئات العضوية قبل إقبال التقنيات الطيفية الحديثة. استخدم الكيميائيين تحليل الأوزون على ألكينات غير معروفة لإنتاج أجزاء صغيرة وسهلة المعرفة. يمكن إرجاع تسمية تحليل الألكينات بالأوزون إلى «تحليل هاريس بالأوزون» لأن البعض ينسب هذا التفاعل لكارل هاريس.  

## تحليل الألكاينات بالأوزون
بشكل عام تحليل الألكاينات بالأوزون ينتج حمض الأنهايدرايد وثنائي الكيتون، وليس أجزاء كاملة كالألكينات. لا حاجة لعامل مختزل بهذا التفاعل. الآلية الحقيقة ليست معلومة بشكل كامل. إذا تم التفاعل بوجود الماء فإن الأنهايدرايد يتحلل ليعطي حمضين كربوكسيليين. 

## تحليل اللدائن المرنة بالأوزون
تم استخدام الطريقة لتأكيد وحدة التكرار التكوينية للمطاط الطبيعي كأيوزبيرين. هي مشكلة حقيقة معروفة بـ «انشطار الأوزون» حيث تكسر آثار الغاز بالغلاف الجوي الرابطة المزدوجة بالدائن المرنة الحساسة من ضمنها المطاط الطبيعين، وبولي بيوتاديين، وستايرين بيوتاديين، ومطاط النتريل. يخلق انشطار الأوزون انشطارات صغيرة بزوايا يمنى على وزن السطوح المعرضة للغاز، تكبر الانشطارات بانتظام مع استمرار الهجوم. يجب أن يكون منتج المطاط تحت قوة شد حتى يحدث الانشطار وينمو. 
انشطار الأوزون هو انشطار بوجود قوة الشد والصدأ حيث مواد كيميائية نشطة تهاجم منتجات من المادة الحساسة. يشاهد انشطار الأوزون بكثرة على جوانب الإطارات ولكن يندر وجودة الآن بسبب استخام مضادات الأوزون. بمعنى آخر وقاية تتضمن استبدال المطاط الحساس بلدائن مرنة مقاومة مثل بولي كلوروبرين، وEPDM، أو فيتون. 